# Draw poker
Draw poker je označení pro skupinu pokerových variant, ve kterých hráč dostane všechny karty před prvním kolem sázek. Svoji karetní kombinaci poté může vylepšit výměnou (draw) některých karet. Draw poker je nejoblíbenější v domácích hrách, naopak v kasínech a větších turnajích je běžnější community card poker, především Texas Holdem a Omaha.

## Průběh hry
Běžná hra draw pokeru začíná vylosováním pozice dealera, od kterého jsou rozdávány karty po směru hodinových ručiček. Hráči poté dají blindy nebo ante a jsou jim rozdány karty (ve většině variant pět). Poté začíná první kolo sázek. Jako první sází hráč nalevo od big blindu (ojediněle se v domácích hrách nehraje na blindy, ale pouze na ante, v tom případě sázet začíná hráč nalevo od dealera). Poté mají hráči možnosti vyměnit (draw) určitý počet karet podle pravidel dané varianty. Po výměně nastává další kolo sázek. V tomto kole sázek většinou začíná sázet hráč nalevo od dealera, někdy se zavádí pravidlo, že první sází hráč, který v posledním kole sázek poslední navyšoval. Pokud se v dané variantě hraje na více než jednu výměnu, proces výměny karet a následného kola sázek se opakuje. Pokud je po posledním kole sázek ve hře ještě více než jeden hráč, dochází k otočení karet (showdown). Hráč s nejlepší karetní kombinací dle hrané varianty vítězí bank (pot).

## Varianty
Variant draw pokeru je mnoho, zde jsou uvedeny některé z nejznámějších.

### Five card draw
Nejběžnější a základní variantou, ze které většina ostatních vychází, je 5 card draw. V něm hráč dostane pět karet, které si může jednou vyměnit, přičemž vyhrává nejvyšší pokerová kombinace. Tato varianta je pro svou jednoduchost velmi oblíbená u začátečníků.

### California lowball
California lowball je typ lowballového pokeru. Jinými slovy se hráči místo nejvyšší kombinace snaží složit kombinaci co nejnižší. Tento typ se hraje vždy s blindovou strukturou. Po umístění povinných sázek každý hráč dostane pět karet, které si může klasicky jednou vyměnit. Při vyhodnocování kombinací je vždy silnější nižší, nespárovaná kombinace, a tedy vůbec nejsilnější možnou kartou je 5-4-3-2-A.

### Double draw a triple draw
Jakákoli draw pokerová varianta může být navíc hrána ve formě double draw či triple draw. To označuje zvýšení počtu kol hry, přičemž v každém kole proběhne opakovaná výměna karet a následné sázky. V double draw proběhnou tedy celkem dvě výměny, v triple draw tři.
Triple draw lowballové hry dosáhly popularity i mezi profesionálními hráči. To se projevilo zařazením deuce-to-seven triple draw lowballového turnaje do WSOP v roce 2004 a mimo jiné i přidáním 2-7 triple draw lowballu jako jedné z osmi her do The Poker Player's Championship.